# Seznam představitelů městské části Brno-Nový Lískovec
Seznam představitelů městské části Brno-Nový Lískovec.

## Starostové do roku 1945
Osada později obec Nový Lískovec spadala pod svoji správní obec Lískovec (dnes Starý Lískovec) a proto neměla své zastupitelstvo ani starostu.

## Předsedové MNV
- 14. 5. opakované volby 17. 5. 1945, Josef Březina (člen KSČ, předseda místního národního výboru)[2]

K 1. 1. 1947 byl místní národní výbor zrušen a Nový Lískovec byl zařazen do Obvodní rady Brno II. Znovu fungoval od 1. 7. 1960 do 1. 1. 1976, kdy po opětovném zrušení přešel pod Obvodní národní výbor Brno I.

## Starostové po roce 1989
| Ve funkci                  | Jméno                   | Strana |
| 1990 – 1994                | Arnošt Jonáš            | MDB    |
| 1994 – květen 1997         | Ing. Jiří Střechovský   | ODS    |
| květen 1997 – únor 1998    | Ing. Eliška Stejskalová | ODA    |
| únor 1998 – 20. 11. 2002   | Ing. Jiří Střechovský   | ODS    |
| 20. 11. 2002 – 8. 11. 2006 | Ing. Jana Drápalová     | SZ     |
| 8. 11. 2006 – 10. 11. 2010 | Ing. Jana Drápalová     | SZ     |
| 10. 11. 2010 – 5. 11. 2014 | Ing. Jana Drápalová     | SZ     |
| 5. 11. 2014 – 19. 11. 2018 | Ing. Jana Drápalová     | SZ     |
| 19. 11. 2018 – úřadující   | Ing. Jana Drápalová     | SZ     |